# Schweiz i Eurovision Song Contest 2016

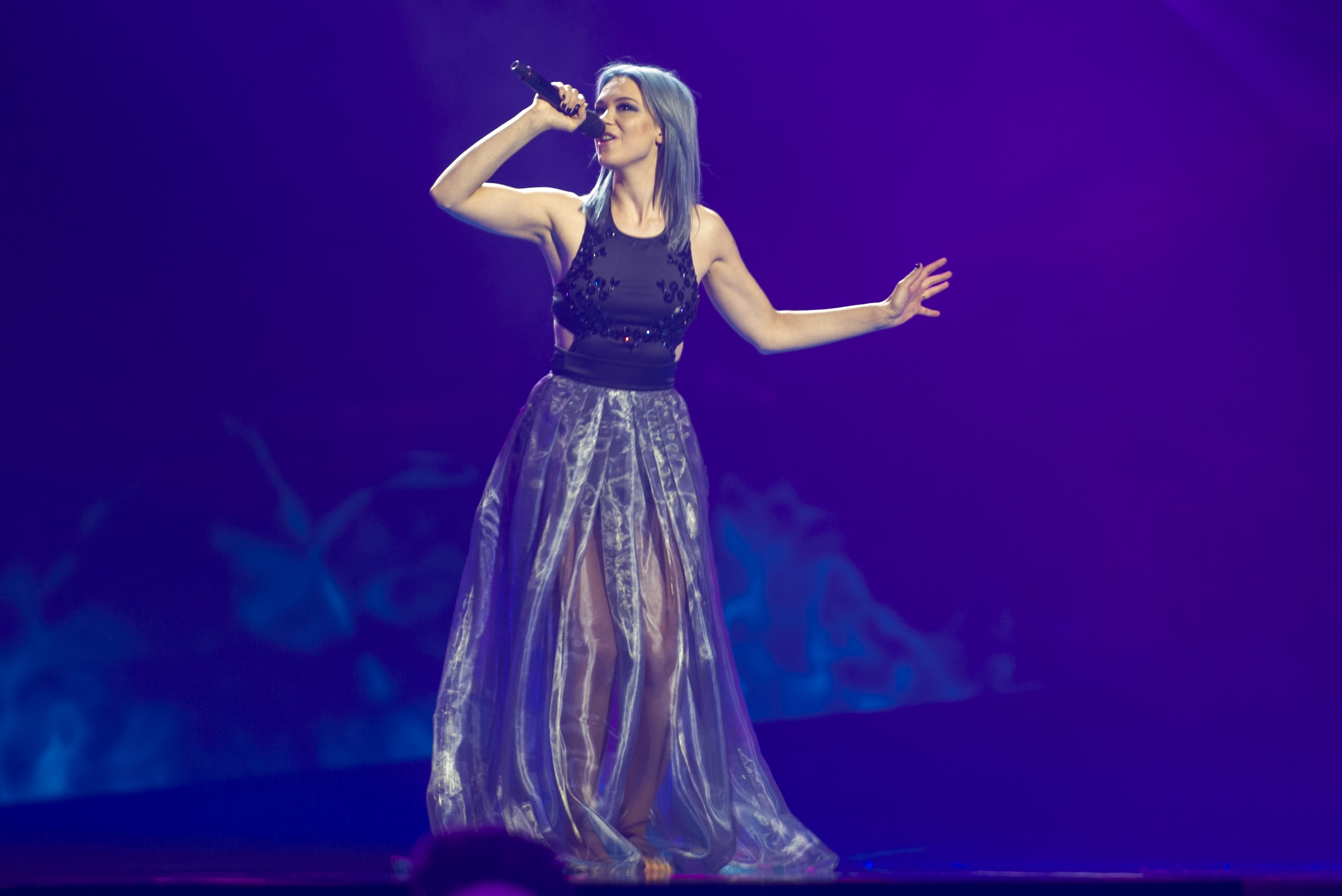

Schweiz deltog i Eurovision Song Contest 2016 i Stockholm, Sverige. Landet representerades av Rykka med låten "Last of our kind".

## Bakgrund
SRG SSR & SFR bekräftade Schweiz deltagande den 20 juli 2015.

## Format
De två olika tv-bolagen i Schweiz fick välja ut och skicka in tre bidrag var som sedan granskades. Den 6 december 2015 presenterades bidragen som skulle delta i finalen. Låten "Perché mi guardi così?" av Stéphanie Palazzo diskvalificerades. Kaceo med låten "Disque d'or" ersatte.
Finalen bestod av två ronder, i första ronden framfördes en låt som artisten valt och i den andra omgången fick artisterna fick välja ut en låt och artist som de gjorde en cover av.

## Finalen
| Startnummer | Artist         | Låt                    | Cover                                        | Placering |
| ----------- | -------------- | ---------------------- | -------------------------------------------- | --------- |
| 1           | Vincent Gross  | "Half a Smile"         | "Astronaut" av Sido feat. Andreas Bourani    | 3         |
| 2           | Bella C        | "Another World"        | "Empire State of Mind" av Alicia Keys        | 2         |
| 3           | Kaceo          | "Disque d'or"          | "Video Killed the Radio Star" av The Buggles | 6         |
| 4           | Theo           | "Because of you"       | "Photograph" av Ed Sheeran                   | 5         |
| 5           | Rykka          | "The Last of Our Kind" | "Love Me Like You Do" av Ellie Goulding      | 1         |
| 6           | Stanley Miller | "Feel the Love"        | "Hello" av Adele                             | 4         |

## Under ESC
Landet deltog i SF2 där man inte lyckades nå finalen.